# Andrenosoma lewisi
Andrenosoma lewisi là một loài ruồi trong họ Asilidae. Andrenosoma lewisi được Farr miêu tả năm 1965. Loài này phân bố ở vùng Tân nhiệt đới.